# Dragon (revista)
Dragon (Dragón según la traducción oficial en España) es una de las dos revistas oficiales del juego de rol Dungeons & Dragons (la otra es Dungeon). Fue publicada en soporte de papel mensualmente e ininterrumpidamente en Estados Unidos a lo largo de 359 números entre 1976 y septiembre de 2007. Desde ese año la edición original (en inglés) de Dragon se publica únicamente en internet.

## Historia
La editorial que lanzó la publicación de Dragon fue la misma que había creado el juego sobre el que versaba: la editorial TSR, Inc. En 1997 TSR fue comprada por Wizards of the Coast, quien publicó a su vez las dos revistas (Dragon y Dungeon) hasta que en 2002 vendió los derechos de publicación de ambas revistas a la editorial Paizo. Entonces Paizo las publicó hasta que en agosto de 2007 Wizards of the Coast decidió que ya no le renovaría más los derechos de publicación, lo que hizo que en septiembre de ese año Dragon y Dungeon pasaran definitivamente del formato de papel (en quiosco) al formato electrónico (en línea).

## Premios
- 1986: Premio Origins a la mejor revista profesional sobre juegos de rol de 1985
- 1990: Premio Origins a la mejor revista profesional sobre juegos de aventuras de 1989
- 1994: Premio Origins a la mejor revista profesional sobre juegos de 1993
- 1995: Premio Origins a la mejor revista profesional sobre juegos de 1994, Salón de la Fama de Origins Adventure Gaming
- 2004: Premio Origins a la mejor publicación sobre juegos de 2003
- 2007: Premio Origins a la mejor publicación no ficticia de 2006

## Dragónen España
Dragón (traducida en español con la tilde propia de la ortografía castellana) fue publicada por primera vez en España por Ediciones Zinco: 27 números fueron publicados bimestralmente de 1993 a 1998, año en que Ediciones Zinco firmó su balance de cierre. Algunos años más tarde la editorial Devir Iberia lanzó una nueva serie de números en español pero al llegar 2007 la publicación en soporte de papel fue definitivamente abandonada.